# The Extraordinary Waiter
The Extraordinary Waiter er en britisk stumfilm fra 1902 af Walter R. Booth.